# Ranggener Straße
De Ranggener Straße (L336) is een 4,14 kilometer lange Landesstraße (lokale weg) in het district Innsbruck Land in de Oostenrijkse deelstaat Tirol. De weg ontspringt nabij Kematen in Tirol (610 m.ü.A.), ten zuiden van Unterperfuss (596 m.ü.A.) uit de Völser Straße (L11). Kort daarna bevindt zich de kruising met de Oberperfer Straße (L233) richting Oberperfuss. De weg loopt vandaar, het verloop van de Rettenbach (een zijriviertje van de Inn) volgend, naar het dorp Ranggen (826 m.ü.A.). Het beheer van de straat valt onder de Straßenmeisterei Zirl.